# Bagewadi, Mundargi
Bagewadi là một làng thuộc tehsil Mundargi, huyện Gadag, bang Karnataka, Ấn Độ.